# 角野寛
角野 寛（すみの ひろし、1985年6月21日 - ）は、日本の男性声優。岐阜県出身。

## 略歴
勝田声優学院卒業。
以前はE-sprinG、プロダクション・エース、ウィングウェーヴに所属していた。E-sprinG所属時は平仮名表記のすみの ひろし名義で活動していた。

## 人物
方言は東濃弁。
趣味はバードウォッチング、ツーリング、キャンプ。特技は野球。

## 出演

### テレビアニメ
- 惡の華 （2013年）
- 蟲師 続章（2014年、港の男性）
- 実は私は（2015年、遊園地の客達、金魚すくい屋）
- 12歳。〜ちっちゃなムネのトキメキ〜（2016年、男子中学生）
- プリプリちぃちゃん!!（2017年、男性客、モグラ、野良モグラ）

### ゲーム
- 百英雄伝 (長老）

### 吹き替え
- WITHOUT A TRACE/FBI 失踪者を追え! シーズン6
- エアポート2012（コーディー）
- グッドラックチャーリー（ドクター・シン）
- ゴースト・マシーン（レッド）
- ザ・メタシークレット（T・ハーブ・エカール）
- 新トレマーズ モンゴリアン・デスワームの巣窟（タリ）
- Chatroom/チャットルーム（ポール）
- レバレッジ シーズン2

### ボイスオーバー
- 軍用ライフルトップ10（デヴィッド・スティーガン）
- ナチス 狂気のオカルティズム 前後編（マーティン・ルール博士）
- ブリタニック～タイタニック姉妹船の悲劇～（サイモン・ミルズ）
- THE REAL STORY OF HALLOWEEN（トク・トンプソン、デイビット・スカル）
- グラウンドゼロ 知られざる現場検証（ジョン・カルティエ）
- B階段の奇跡～9.11からの生還（ミッキー・クロス）

### パチンコ
- CR柳生一族の陰謀（忍者）